# Barbosella
Barbosella (em português: Barbosela) é um género botânico pertencente à família das orquídeas (Orchidaceæ).
O gênero Barbosella foi proposto por Schlechter em Repertorium Specierum Novarum Regni Vegetabilis 15(427/433): 259-260, em 1918, com base na Pleurothallis gardneri, anteriormente descrita por Lindley.
Espécie tipo: Barbosella gardneri (Lindley) Schltr (1918).

## Etimologia
O nome é uma homenagem ao botânico brasileiro Barbosa Rodrigues, que teve seu nome latinizado para Ioannes Barbosa Rodrigues.

## Sinônimos
Restrepia sect. Prorepentes Rchb. f. Gard. Chron. 7(183): 810. 1877.
Restrepia sect. Ramulosae Lindley, Folia Orchidacea. Restrepia Fasc. 8, Restrepia pg. 3. 1859.

## Distribuição
Compreende dezoito espécies miniaturas que existem desde o México, espalhando-se por toda a America Tropical, até o Norte da Argentina. Cerca de dez espécies encontradas no Brasil.

## Habitat
Epífitas, em florestas sombrias saturadas de umidade.

## Descrição

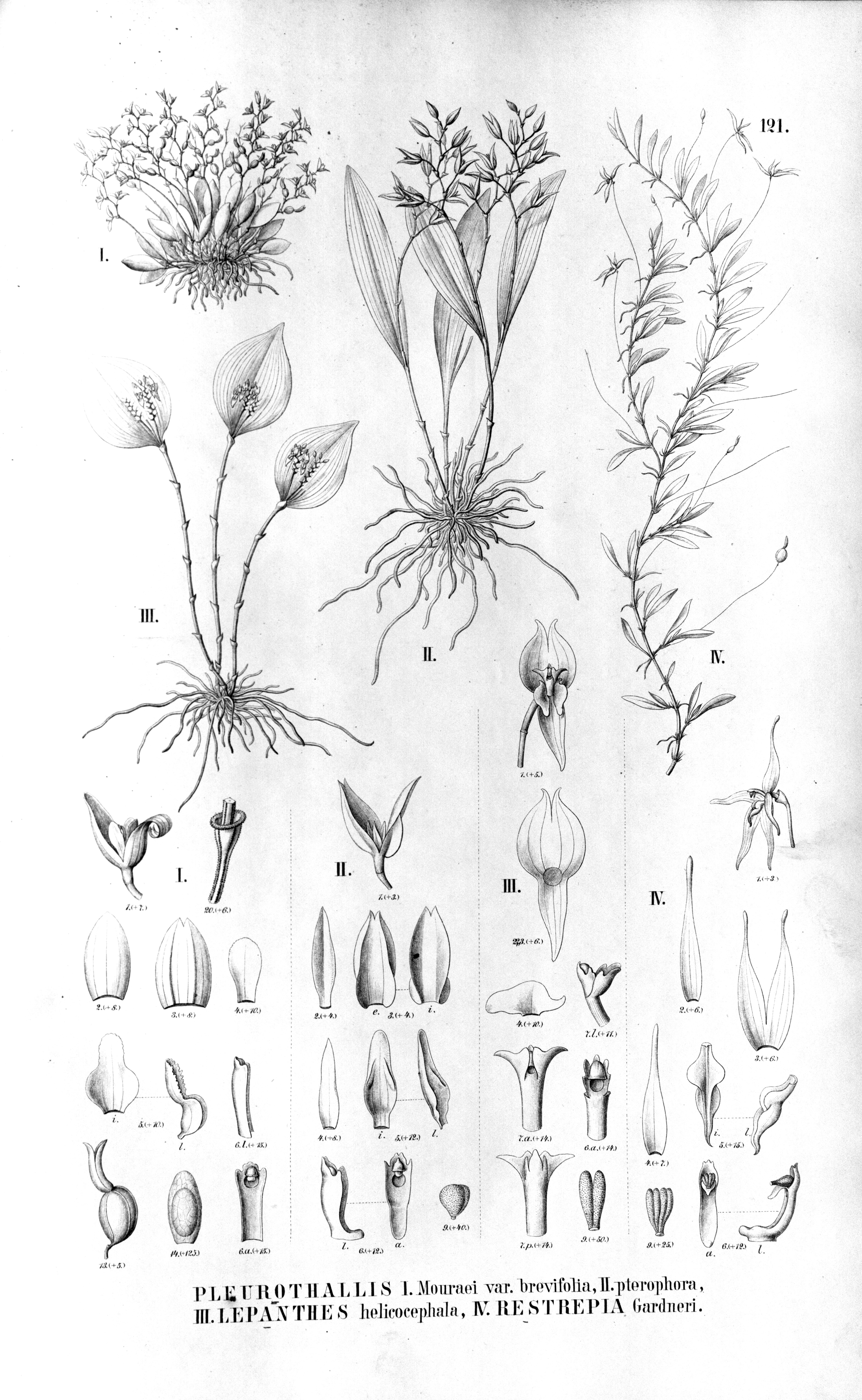
Ilustração da Barbosella gardneri
Na época da publicação do Flora Brasiliensis era classificada como Restrepia gardneri.

São plantas de crescimento reptante, ligeiramente parecidas com Restrepia, gênero ao qual já estiveram subordinadas. Caracterizam-se por apresentarem rizoma rasteiro, sem ramicaule aparente, capazes de formar grandes e densos tapetes com suas folhas mais ou menos carnudas. Quando bem cultivadas florescem profusamente. Apresentam apenas uma delicada flor por inflorescência, que brota em longo e finíssimo pedúnculo.
As flores são enormes quando comparadas ao tamanho da planta. As sépalas laterais concrescidas e muito abertas em relação a sépala dorsal, quando vistas de perfil dando a impressão do bico bem aberto de uma ave. As pétalas muito menores e estreitas. O labelo é móvel, e bastante pequeno em comparação às sépalas. Diferem da maioria dos gêneros desta subtribo por terem quatro polínias, porém, a principal característica deste gênero é a união entre o labelo e a coluna, que é formada por um tipo de articulação de um lado com extremidade esférica e de outro, um receptáculo côncavo, como a que ocorre no homem entre o ossos da bacia e fêmur.
Algumas espécies apresentam flores quase iguais entre sí, fazendo-se sua distinção pelo aspecto vegetativo da planta, tamanho, formato e espessura das folhas ou variedade no tamanho das flores: A Barbosella crassifolia, que tem folhas bem espessas, parece com a Barbosella australis mas as folhas e flores desta última são muito maiores, com tamanho aproximado as da Barbosella cogniauxiana. As Barbosella cucullata, dolichorhiza e prorepens têm folhas muito mais estreitas. A Barbosella dusenii tem pétalas maiores e mais longas.
Em 1981 Luer propôs que esta espécie fosse separada de Barbosella, no gênero Barbrodria, por não apresentar o mesmo tipo de articulação que une o labelo e a coluna daquelas flores, mas sim apenas uma união móvel, contínua e delicada, no entanto isto tornaria o gênero polifilético, de modo que o novo gênero não foi aceito.

## Filogenia
Segundo a filogenia da subtribo de Pleurothallidinae, publicada em 2001 no American Journal of Botany, por Chase et al. Este gênero situa-se entre Restrepiella, do qual é muito próximo, e Acianthera, que já pertence a outro grande grupo. Forma, junto com Echinosepala, Dresslerella, Myoxanthus, Pleurothallopsis, Restrepiopsis, Restrepia, e Restrepiella, o segundo dos oito grandes grupos da subtribo Pleurothallidinae, entre os grupos de Octomeria e Acianthera.

## Espécies

### Espécies Aceitas
1. Barbosella australis (Cogn.) Schltr., Brasil.
2. Barbosella circinata Luer, Panama.
3. Barbosella cogniauxiana (Speg. & Kraenzl.) Schltr., Brasil e Argentina.
4. Barbosella crassifolia (Edwall) Schltr., Brasil.
5. Barbosella cucullata (Lindley) Schltr., Venezuela, Colômbia, Bolívia, Equidos e Peru.
6. Barbosella dolichorhiza Schltr., Corta Rica, Nicarágua, Colômbia e Equador.
7. Barbosella dusenii (Samp.) Schltr., Brasil.
8. Barbosella gardneri (Lindl.) Schltr., Brasil.
9. Barbosella geminata Luer, Costa Rica.
10. Barbosella macaheensis (Cogn.) Luer, Brasil.
11. Barbosella miersii (Lindl.) Schltr. Brasil.
12. Barbosella orbicularis Luer, Costa Rica até Venezuela e Equador.
13. Barbosella portillae Luer, Equador.
14. Barbosella prorepens (Rchb.f.) Schltr., México até Peru e Equador.
15. Barbosella ricii Luer & R.Vásquez, Bolivia.
16. Barbosella schista Luer & R.Escobar, Colombia.
17. Barbosella spiritu-sanctensis (Pabst) F.Barros & Toscano, Brasil.
18. Barbosella trilobata Pabst, Brasil.
19. Barbosella vasquezii Luer, Bolivia.

### Sinônimos
- Barbosella anaristella (Kraenzl.) Garay ver Barbosella dolichorhiza Schltr.
- Barbosella australis var. genuina Hoehne ver Barbosella australis (Cogn.) Schltr.
- Barbosella australis var. latipetala Hoehne ver Barbosella australis (Cogn.) Schltr.
- Barbosella australis var. loefgrenii (Cogn.) Hoehne ver Barbosella australis (Cogn.) Schltr.
- Barbosella bradeorum Schltr. ver Barbosella dolichorhiza Schltr.
- Barbosella brenesii Schltr. ver Barbosella prorepens (Rchb.f.) Schltr.
- Barbosella caespitifica (F. Lehm. & Kraenzl.) Garay ver Barbosella prorepens (Rchb.f.) Schltr.
- Barbosella crassifolia var. aristata Hoehne ver Barbosella crassifolia (Edwall) Schltr.
- Barbosella crassifolia var. genuina Hoehne ver Barbosella crassifolia (Edwall) Schltr.
- Barbosella crassifolia var. minor Hoehne ver Barbosella crassifolia (Edwall) Schltr.
- Barbosella dussii (Cogn.) Dod ver Barbosella prorepens (Rchb.f.) Schltr.
- Barbosella fuscata Garay ver Barbosella dolichorhiza Schltr.
- Barbosella gardneri var. dusenii (A. Samp.) Hoehne ver Barbosella dusenii (Samp.) Schltr.
- Barbosella gardneri var. genuina Hoehne ver Barbosella gardneri (Lindl.) Schltr.
- Barbosella hamburgensis (Kraenzl.) Hoehne ver Barbosella crassifolia (Edwall) Schltr.
- Barbosella handroi Hoehne ver Barbosella cogniauxiana (Speg. & Kraenzl.) Schltr.
- Barbosella kegelii (Rchb.f.) Schltr. ver Chamelophyton kegeklii
- Barbosella loefgrenii (Cogn.) Schltr. ver Barbosella australis (Cogn.) Schltr.
- Barbosella longiflora (Kraenzl.) Schl tr. ver Barbosella cucullata (Lindley) Schltr.
- Barbosella longipes Schltr. ver Barbosella cucullata (Lindley) Schltr.
- Barbosella microphylla (Barb.Rodr.) Schltr. ver Barbosella gardneri (Lindley) Schltr.
- Barbosella monstrabilis (Ames) Garay ver Barbosella prorepens (Rchb.f.) Schltr.
- Barbosella porschii (Kraenzl.) Schltr. ver Barbosella cogniauxiana (Speg. & Kraenzl.) Schltr.
- Barbosella reichenbachiana (Endres) Schltr. ver Restrepiopsis reichenbachiana (Endres) Luer
- Barbosella rhynchantha (Rchb.f. & Warsz.) Schltr. ver Barbosella cucullata (Li ndl.) Schltr.
- Barbosella riograndensis Dutra ex Pabst ver Barbosella cogniauxiana (Speg. & Kraenzl.) Schltr.
- Barbosella tolimensis (Kraenzl.) Garay ver Barbosella prorepens (Rchb.f.)
- Barbosella varicosa (Lindley) Schltr. ver Barbosella cucullata (Lindley) Schltr.